# Olli-Pekka Karjalainen
Olli-Pekka Karjalainen, född 7 mars 1980 i Töysä, Finland, finländsk friidrottare som tävlar i slägga. 
Karjalainen blev juniorvärldsmästare 1998 med ett juniorvärldsrekord med ett kast på 78,33 meter. 
Karjalainen var i final vid VM 1999 då han slutade på en elfte plats. En placering bättre blev det vid VM 2001 då han slutade på en tionde plats. Han deltog även vid Olympiska sommarspelen 2004 men hans 76,11 i kvalet räckte inte till en finalplats.
Vid hemma-VM 2005 tog han sig vidare till finalen men slutade på en femte plats efter ett kast på 78,77. Sin första medalj tog han vid EM i friidrott 2006 i Göteborg då han hamnade på en andra plats med ett kast på 80,84 m. Karjalainen deltog vid VM 2007 i Osaka där han slutade på en nionde plats med ett kast på 78,35. Han deltog även vid Olympiska sommarspelen 2008 i Peking där han slutade på en sjätte plats med ett kast på 79,59.

## Ryggbesvär på senare tid
Karjalainen har de senare åren lidit av svåra ryggbesvär. Detta har lett till att han inte uppnår full effekt i fotarbetet och därmed kommer han inte upp till gamla längder. Ryggbesvären kan bero på att han i unga år och även senare kastat mycket med övertunga släggor på ända upp till 12 kg.

## Personligt rekord
- 83,30 - från tävlingar i Lahtis 2004.